# Ann Goldstein
Ann Goldstein (giugno 1949) è una traduttrice statunitense, nota soprattutto per la sua traduzione in inglese della tetralogia L'amica geniale di Elena Ferrante.

## Biografia
Ann Goldstein è cresciuta a Maplewood e si è successivamente trasferita dal New Jersey al Vermont per studiare lettere classiche al Bennington College. Da ragazza vince alcuni importanti premi sportivi nel campo del nuoto, dove dimostra di essere molto talentuosa. Dopo la laurea si trasferì a Londra per specializzarsi in filologia comparata all'University College London. Nel 1973 tornò negli Stati Uniti, dove fu assunta come correttrice di bozze per Esquire. Nel 1974 cominciò a lavorare nel copy department di The New Yorker, di cui divenne direttrice nel 1980. Tra il 1987 e il 1990 ha studiato italiano e due anni dopo ha pubblicato la sua prima traduzione dall'italiano all'inglese, un capitolo del diario di viaggio di Aldo Buzzi Chekhov in Sondrio.
Nel 2004 le fu commissionato dall'Europa Editions la traduzione in inglese de I giorni dell'abbandono di Elena Ferrante, di cui successivamente tradusse anche i quattro romanzi della saga de L'amica geniale, pubblicati in inglese tra il 2012 e il 2015. Nel 2015 portò a termine anche un'altra significativa impresa letteraria, la traduzione dell'opera omnia di Primo Levi. La realizzazione del progetto occupò diciassette anni e vide la Godstein supervisionare un team di nove traduttori, oltre a tradurre personalmente tre libri di Levi. Ha tradotto, tra gli altri, anche lo Zibaldone di Leopardi, Seta di Baricco, Ragazzi di vita di Pasolini e alcuni saggi di Italo Calvino. Nel corso della sua carriera ha ricevuto la Guggenheim Fellowship e il premio PEN Renato Poggioli alla traduzione.